# Deutscher Architektur Verlag
Der Deutsche Architektur Verlag ist ein deutscher Verlag mit Sitz im westfälischen Münster.

## Geschichte
Der Verlag wurde 2014 von Björn Sandmann und Christian Zilisch gegründet und ist auf Monografien und Sammelbände in den Bereichen Architektur, Innenarchitektur, Landschaftsarchitektur und Stadtplanung spezialisiert. Die Sammelbände des Verlags konzentrieren sich in der Regel auf bauliche Entwicklungen der jüngsten Vergangenheit und widmen sich jeweils einzelnen architektonischen Typologien. Neben den Veröffentlichungen mit fachlichem Schwerpunkt werden seit 2016 auch illustrierte Bildbände für ein breiteres Publikum verlegt.

## Preise
- 2019: Deutscher Verlagspreis[5]
- 2022: Deutscher Verlagspreis